# 1980 Tezcatlipoca
1980 Tezcatlipoca este un asteroid din grupul Amor, descoperit pe 19 iunie 1950 de Albert Wilson și Åke Wallenquist.